# Vicent Aparici Moya
Vicent Aparici Moya (la Vall d'Uixó, 15 de gener de 1954) és un polític valencià, diputat a les Corts Valencianes en la III Legislatura i senador per Castelló en la X Legislatura.

## Biografia
Llicenciat en ciències químiques, treballà com a gerent d'una empresa alhora que militava a Alianza Popular i després en el Partit Popular, del que en fou membre del comitè executiu provincial de Castelló. Ha estat alcalde de l'ajuntament de la Vall d'Uixó a les eleccions municipals espanyoles de 1995 i 1999 i vicepresident tercer de la Diputació de Castelló.
Fou elegit diputat a les eleccions a les Corts Valencianes de 1991, on ha estat secretari de la Comissió d'Indústria, Comerç i Turisme de les Corts Valencianes. Posteriorment ha estat directiu de diverses empreses i membre de la Fundació Medi Ambient de la Comunitat Valenciana.
Posteriorment fou escollit senador per Castelló a les eleccions generals espanyoles de 2011. ha estat portaveu de la Comissió de medi ambient i canvi climàtic del Senat d'Espanya i vocal de la Comissió d'agricultura, pesca i alimentació.